# Кухня Северной Македонии

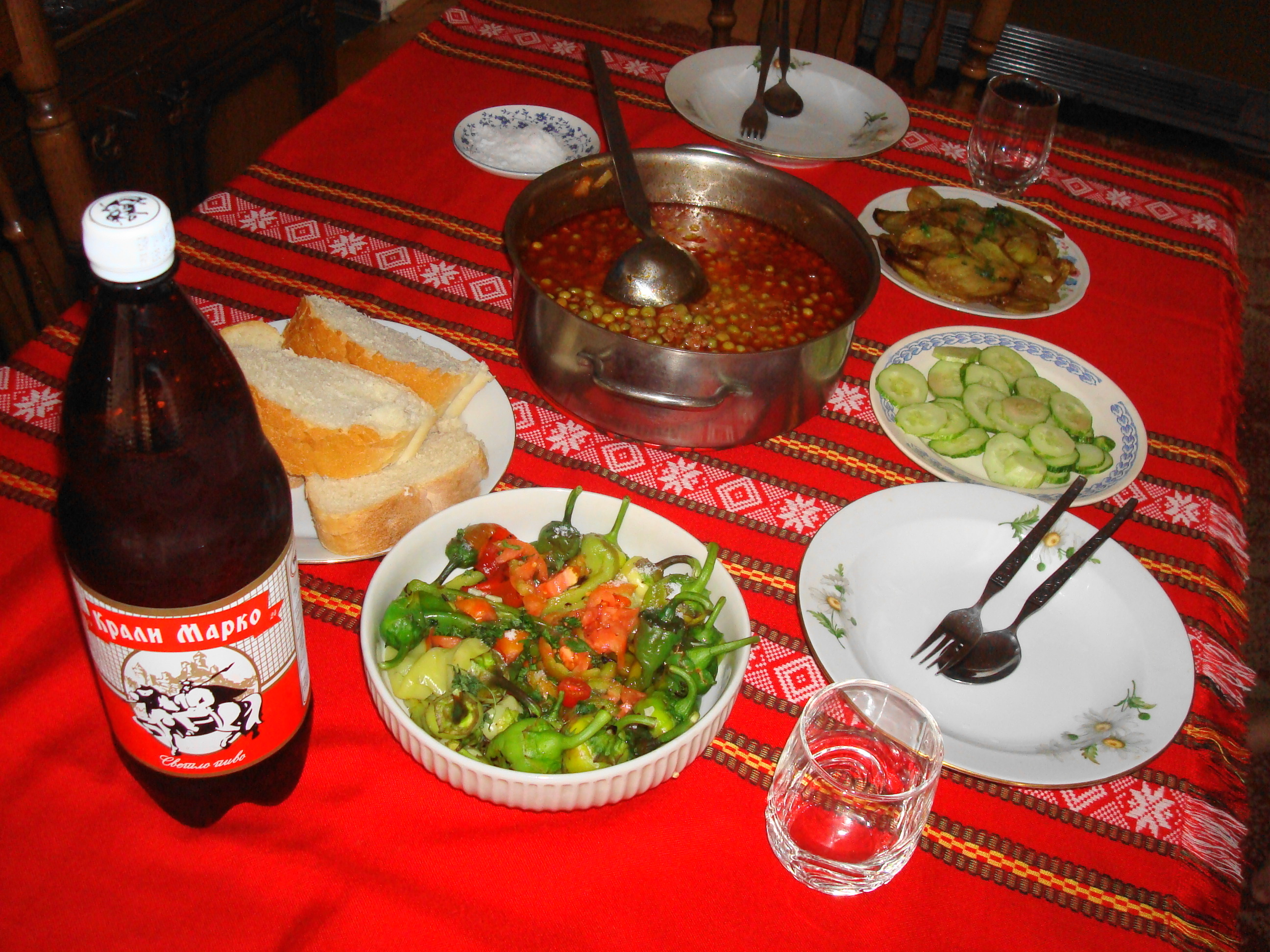
Кухня Северной Македонии

Кухня Северной Македонии (макед. Македонска кујна) — традиционная кухня Северной Македонии, относится к балканской кухне. Сформировалась под влиянием средиземноморской и восточной кухонь. Имеет черты, характерные для других балканских кухонь, но в то же время имеет и свои самобытные блюда.

## Традиционные блюда
- Тавче гравче — жареные бобы на сковородке.
- Турли тава — овощное и мясное рагу, запечённое в глиняном горшке.
- Айвар — овощная икра.
- Кебали — жареные колбаски.
- Пита — круглый, плоский пресный хлеб.
- Плескавица — круглая плоская котлета.
- Бурекас — несладкая выпечка.
- Мелидзано — закуска из печёных баклажанов
- Мусака — блюдо из баклажанов, в которое могут добавлять мясо, кабачки, помидоры, картофель или грибы.
- Пинджур — баклажанная икра.
- Попара — хлеб, пропитанный молоком или чаем.
- Пастрмалия — открытый пирог с мясом.
- Кашкавал — жёлтый сыр из коровьего и овечьего молока.
- Ширден — бараньи кишки с мясом и специями, запечённые в горшочке.
- Сарма — фаршированные виноградные листья.

## Галерея

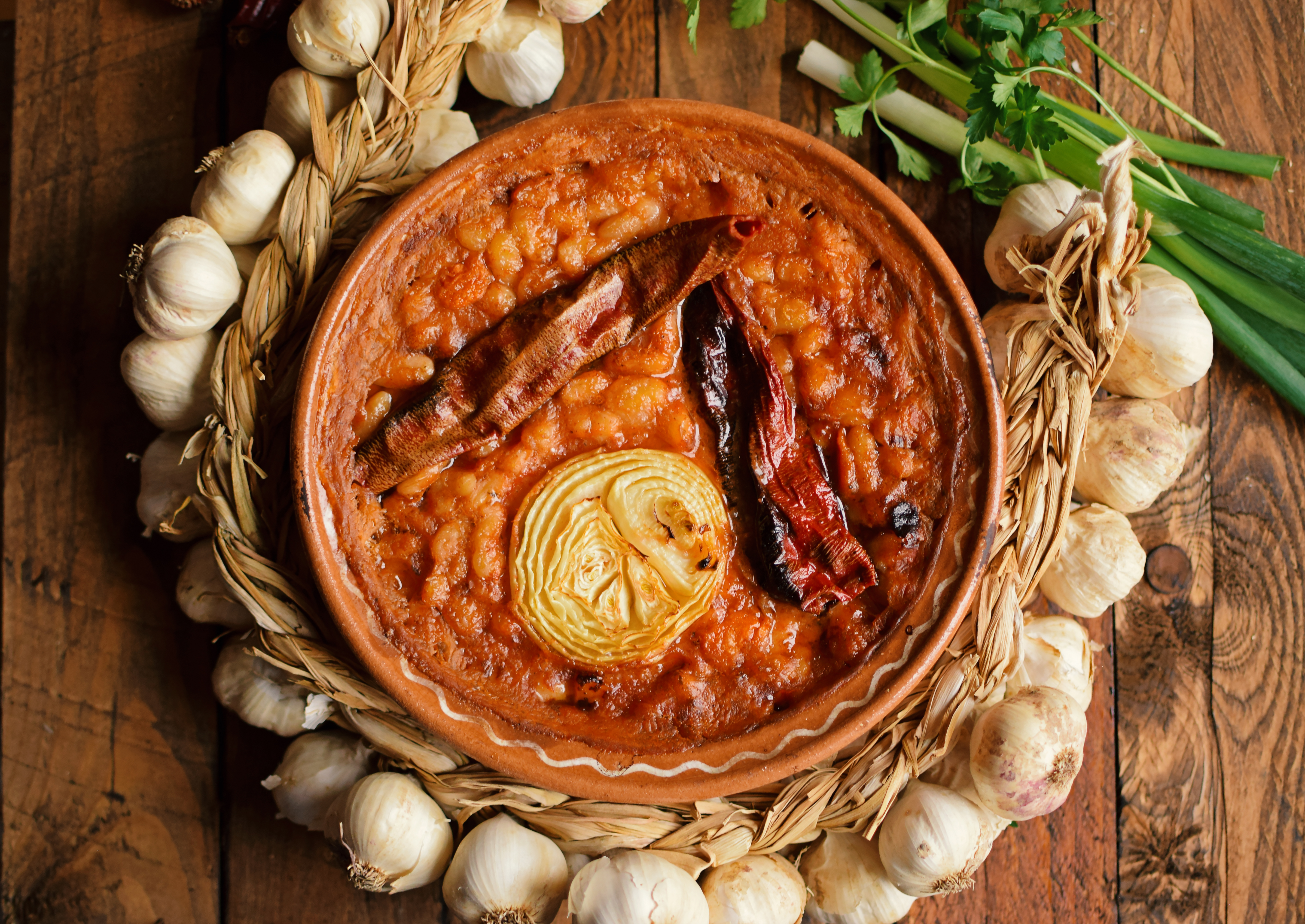
Тавче гравче
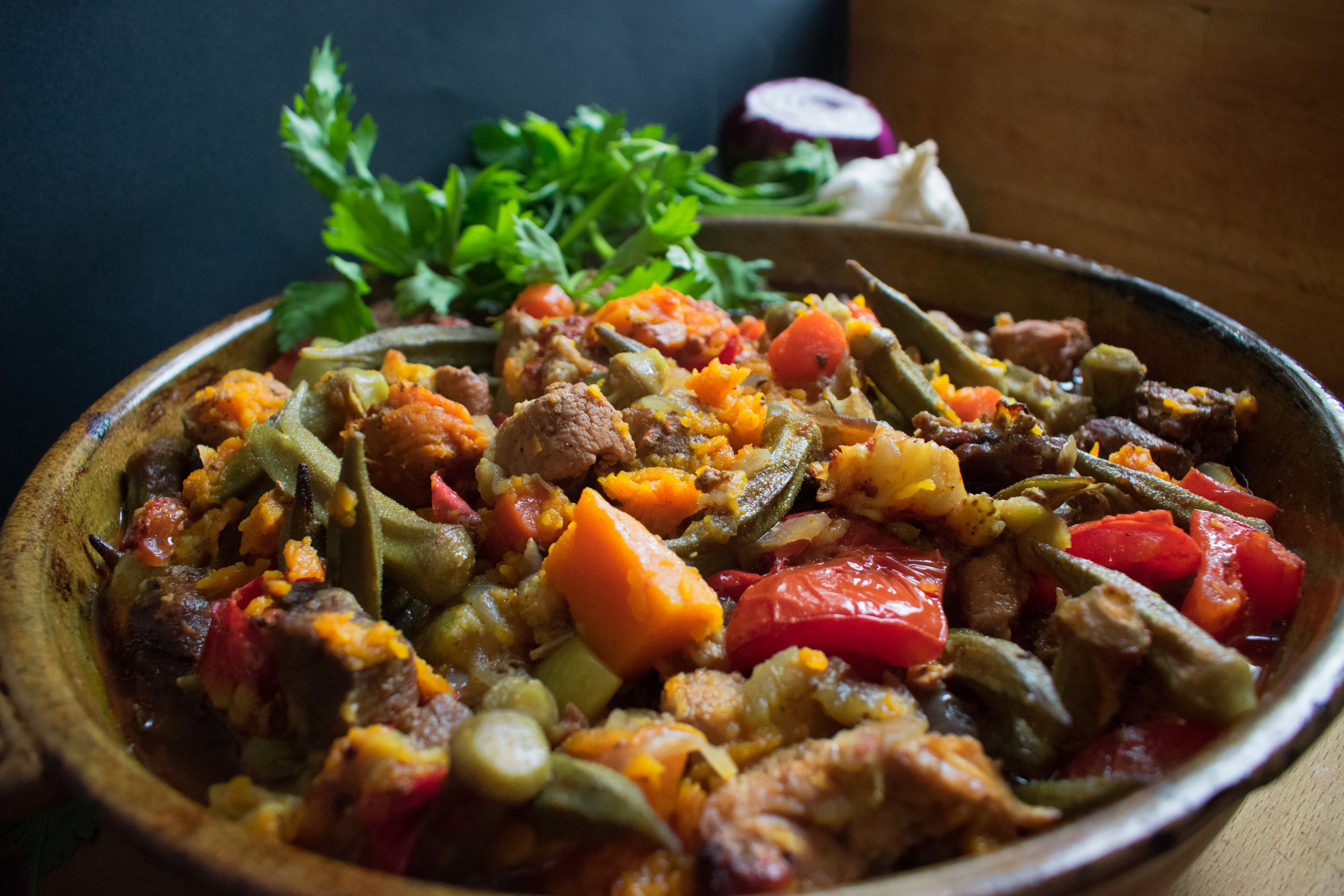
Турли тава
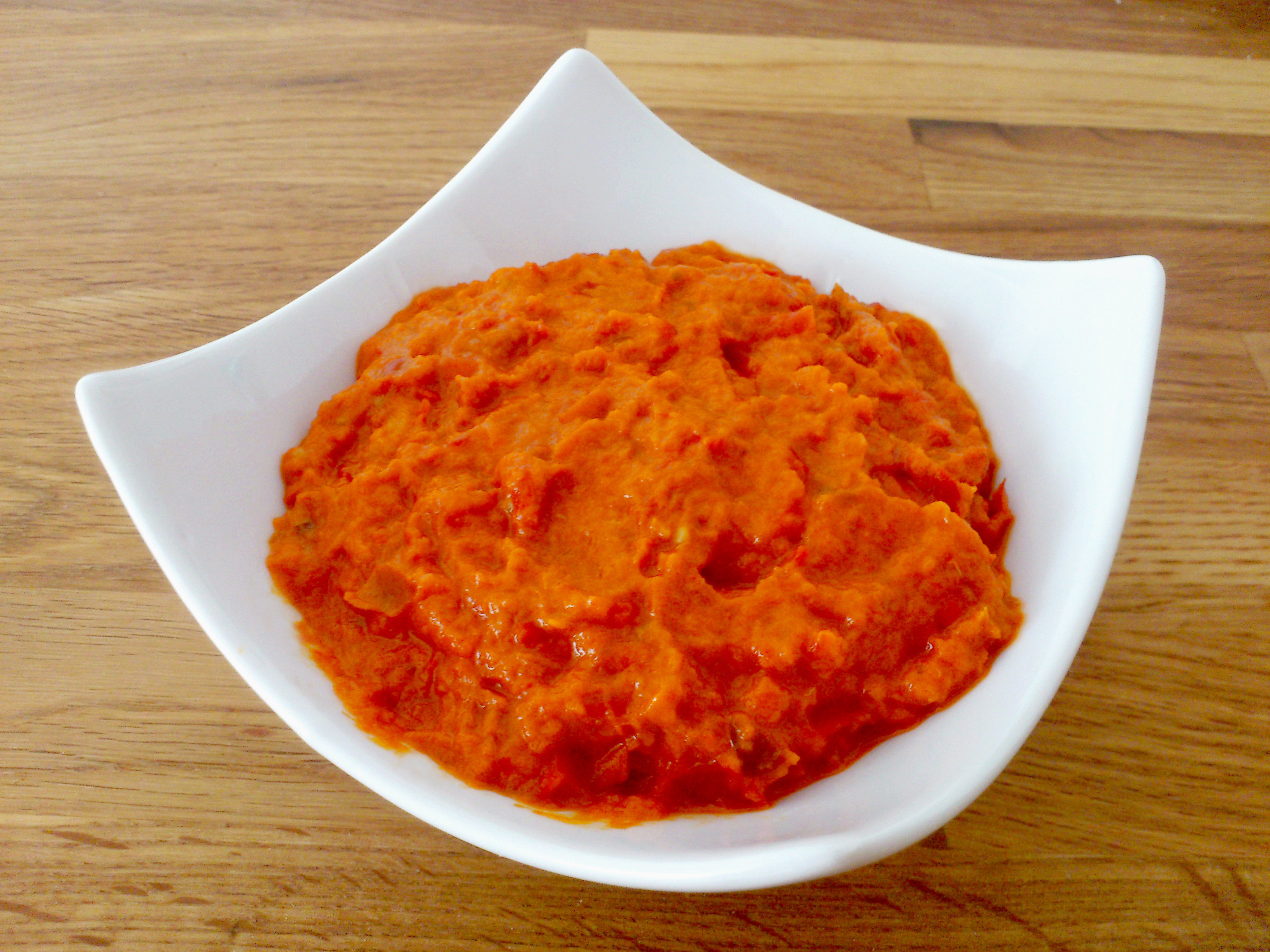
Айвар
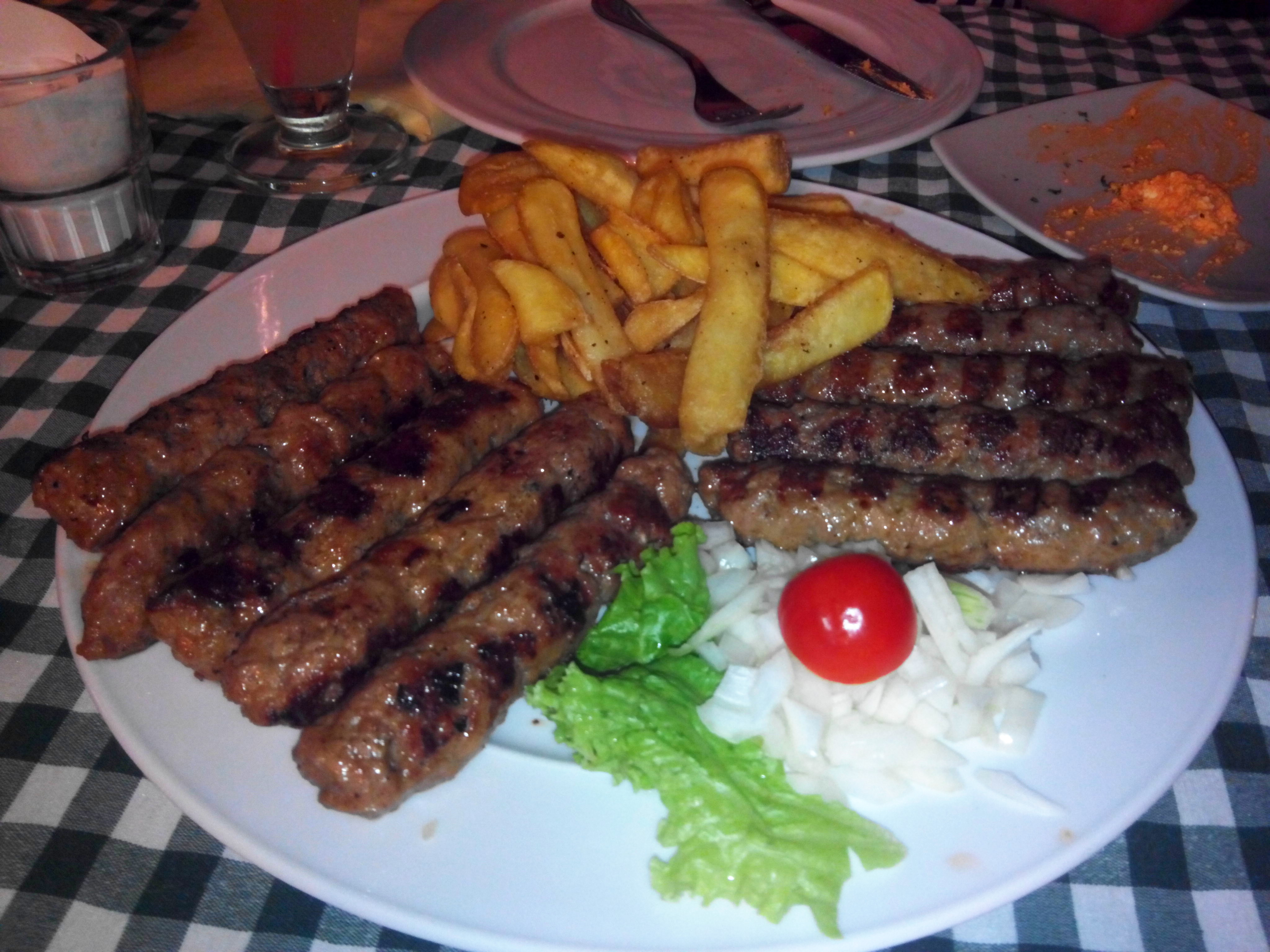
Кебапи
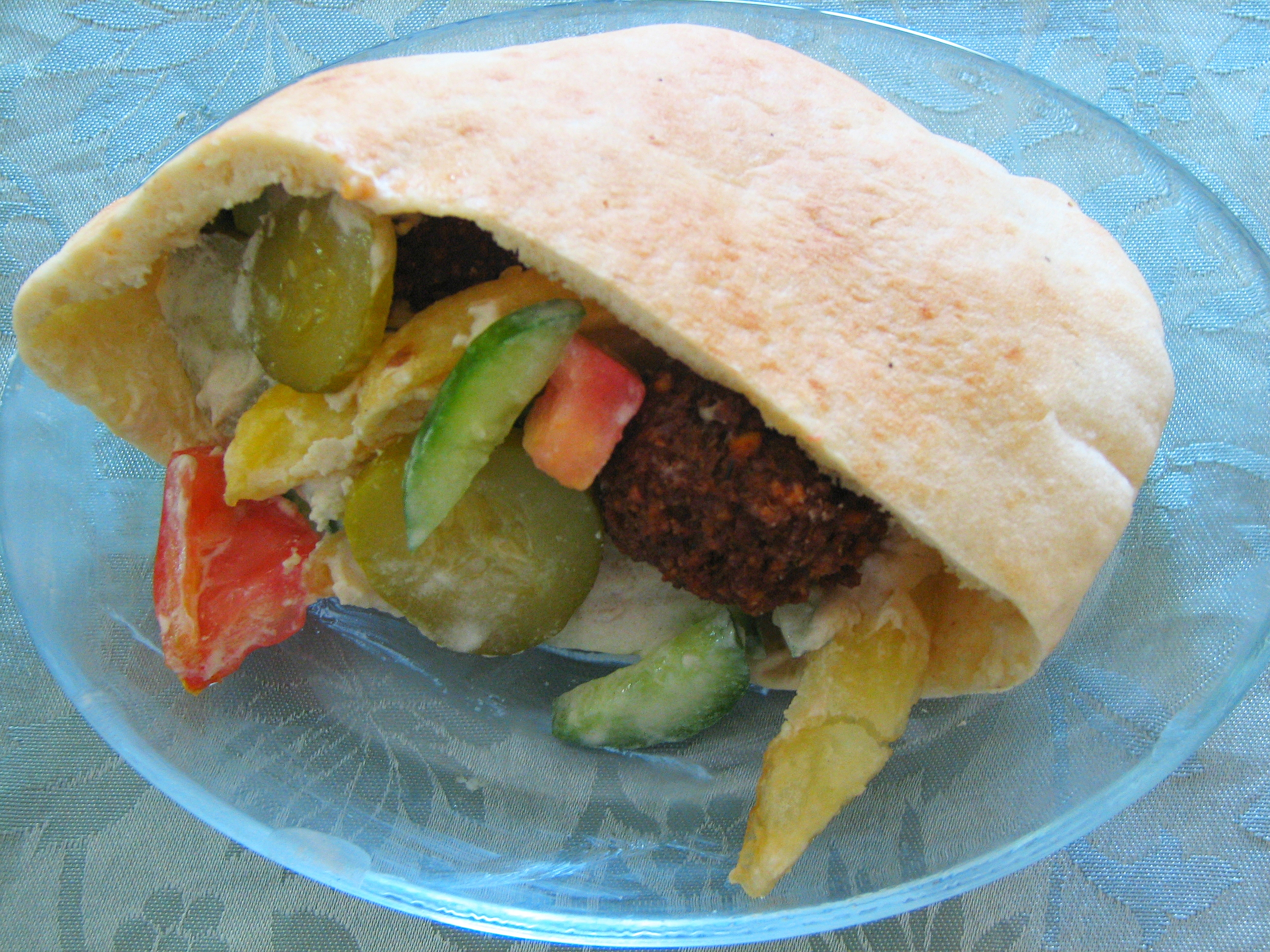
Пита с начинкой
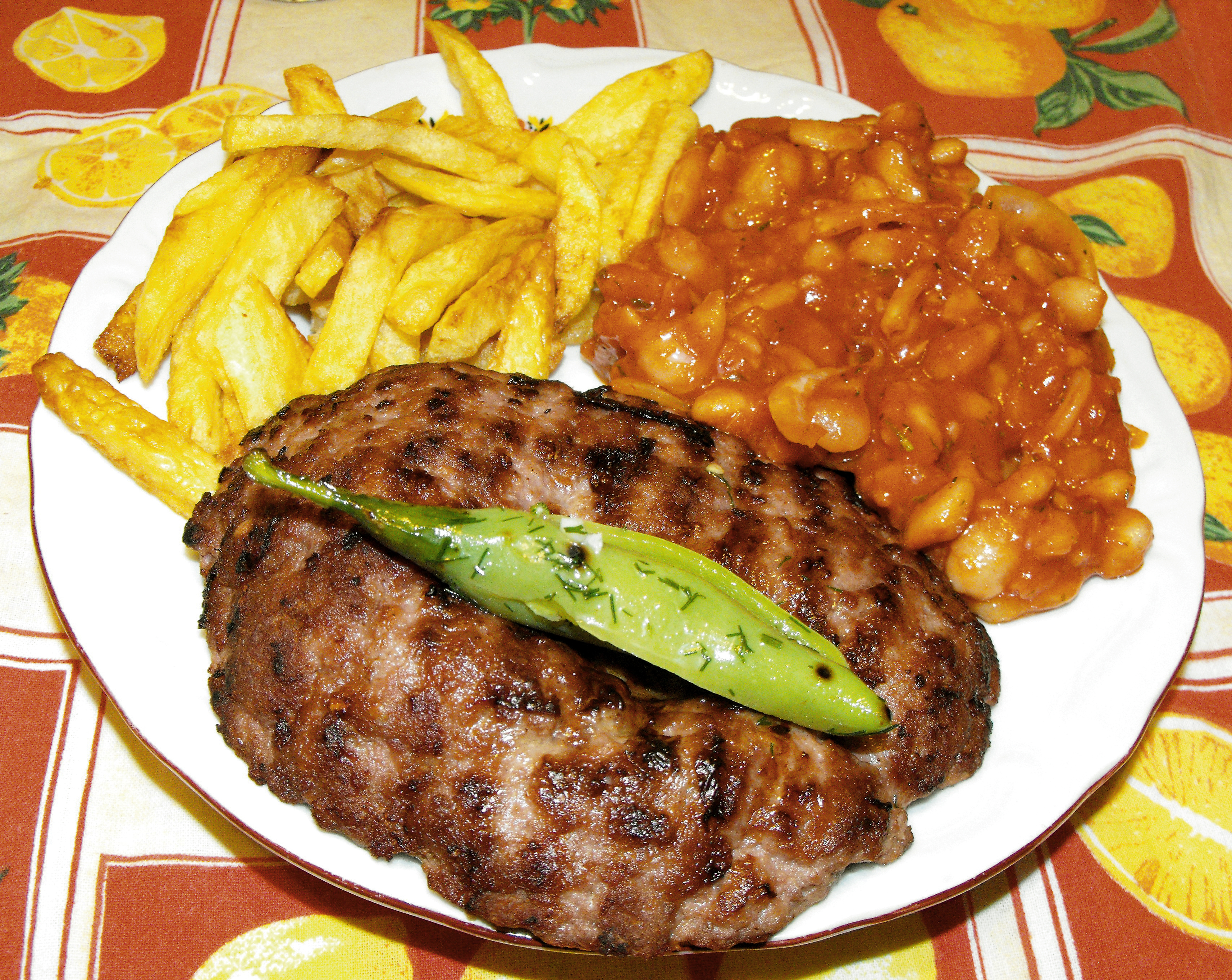
Плескавица с гарниром
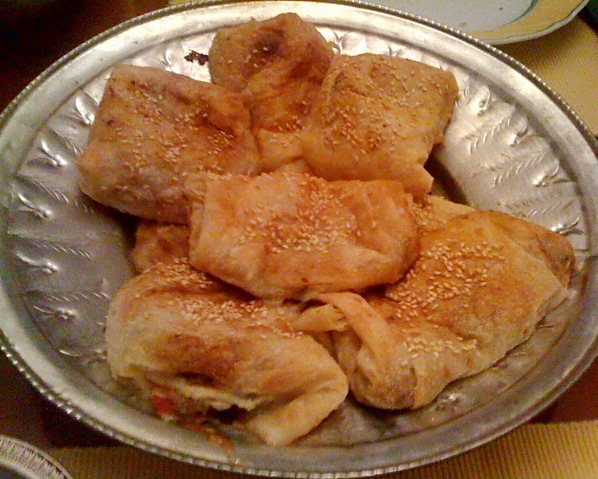
Бурекас
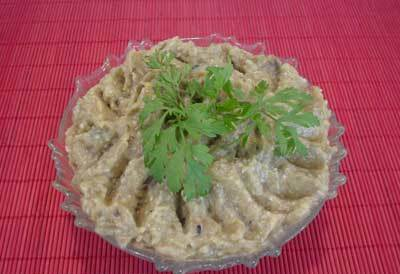
Мелидзано
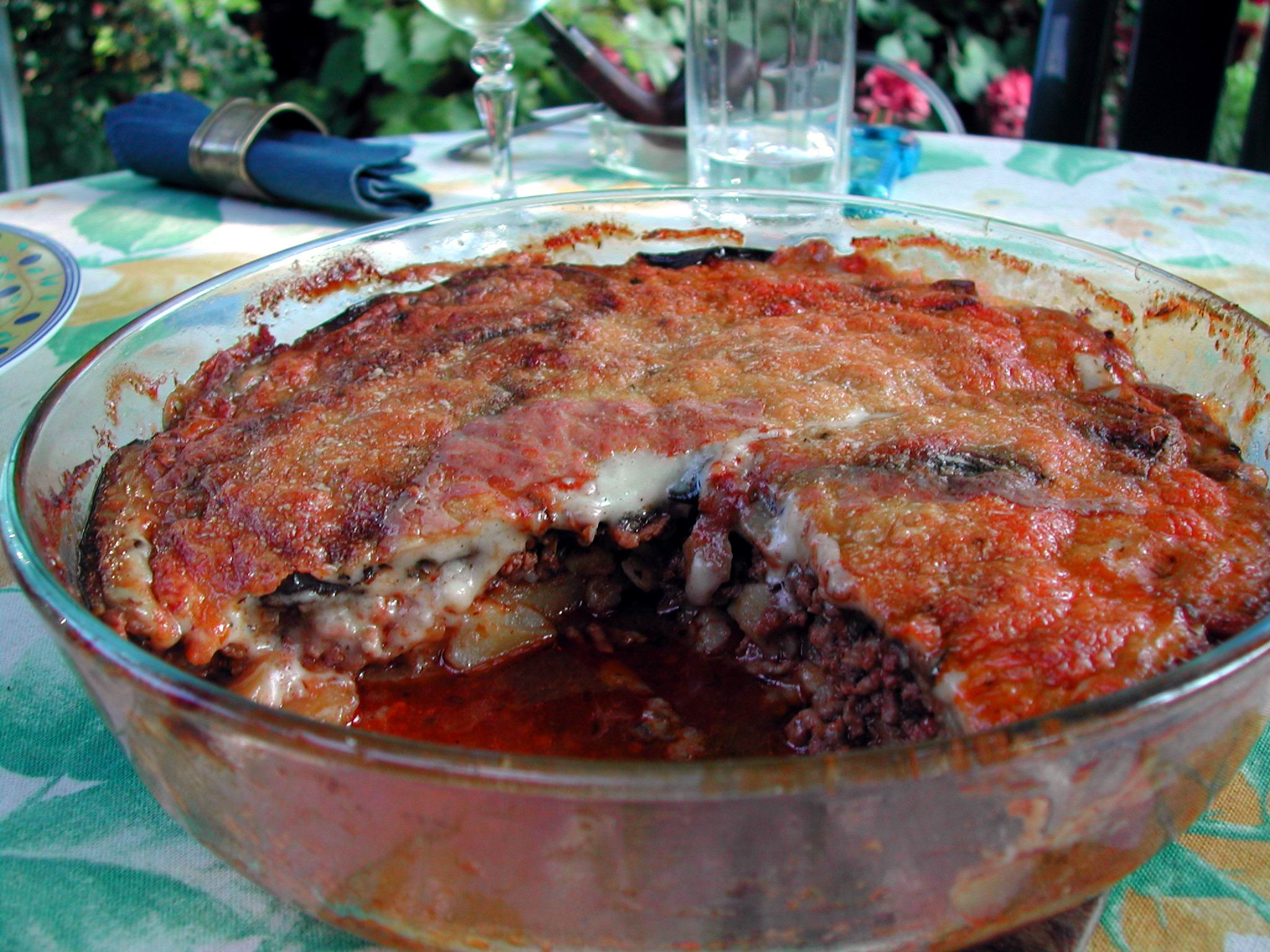
Мусака
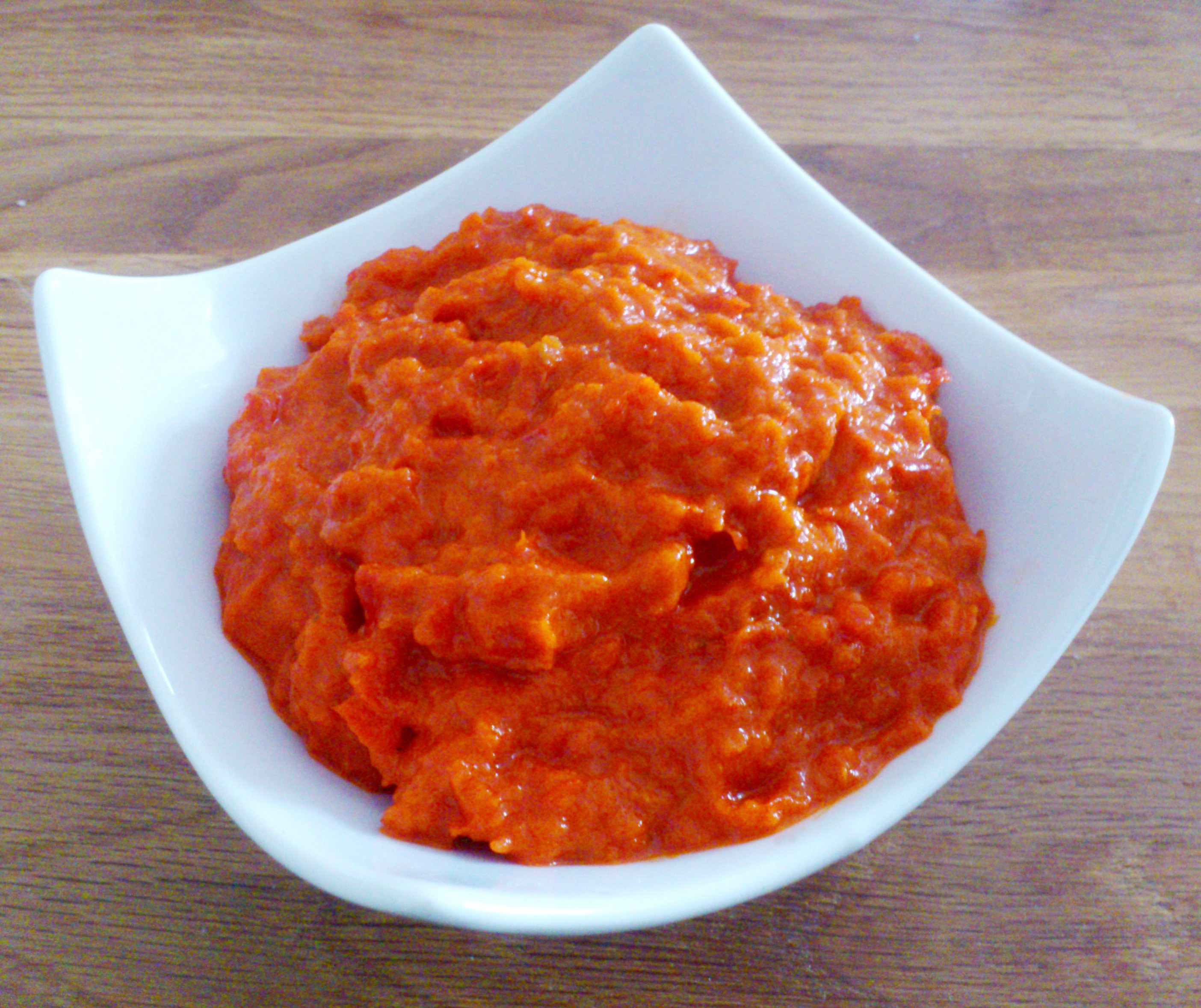
Пинджур
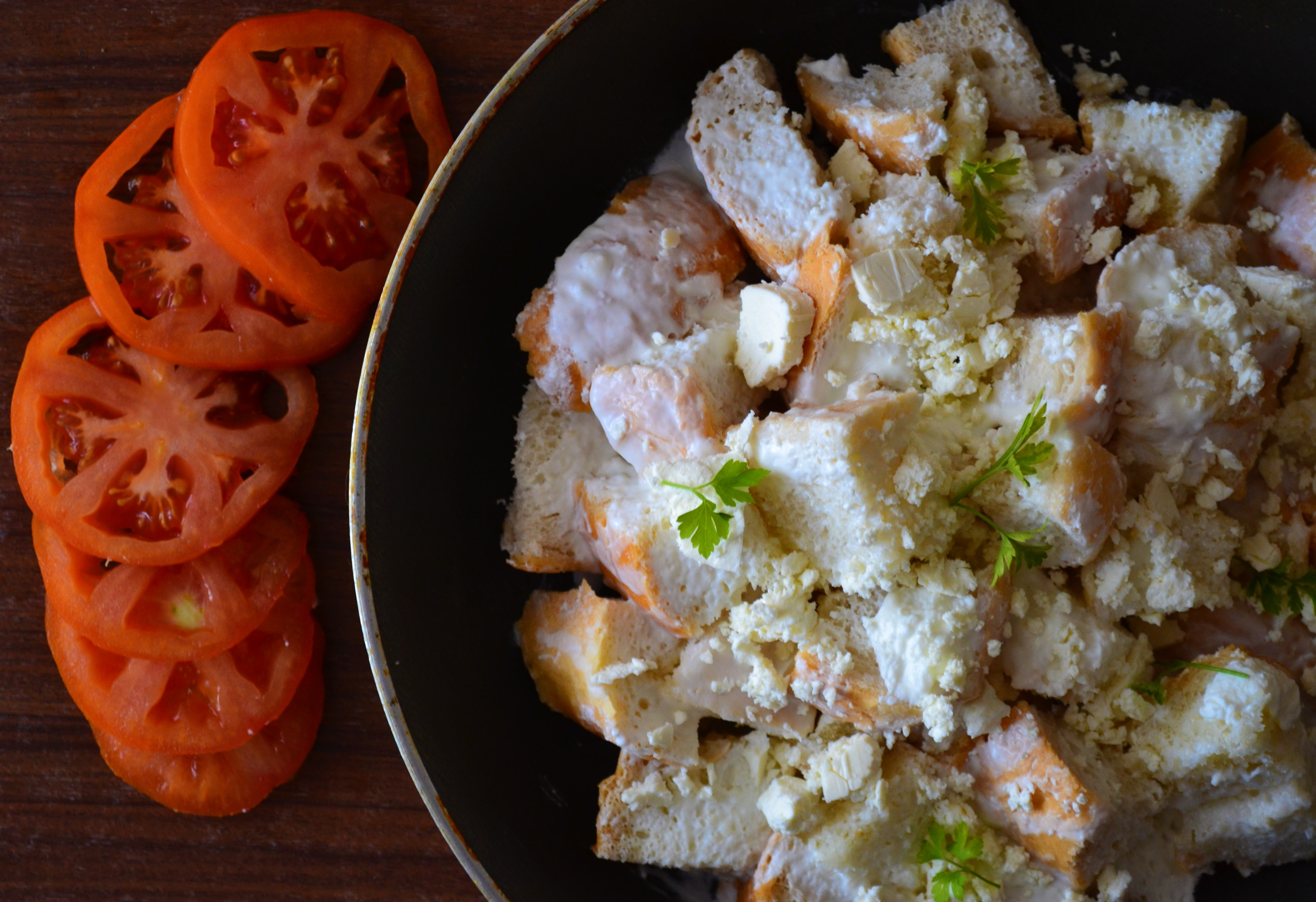
Попара
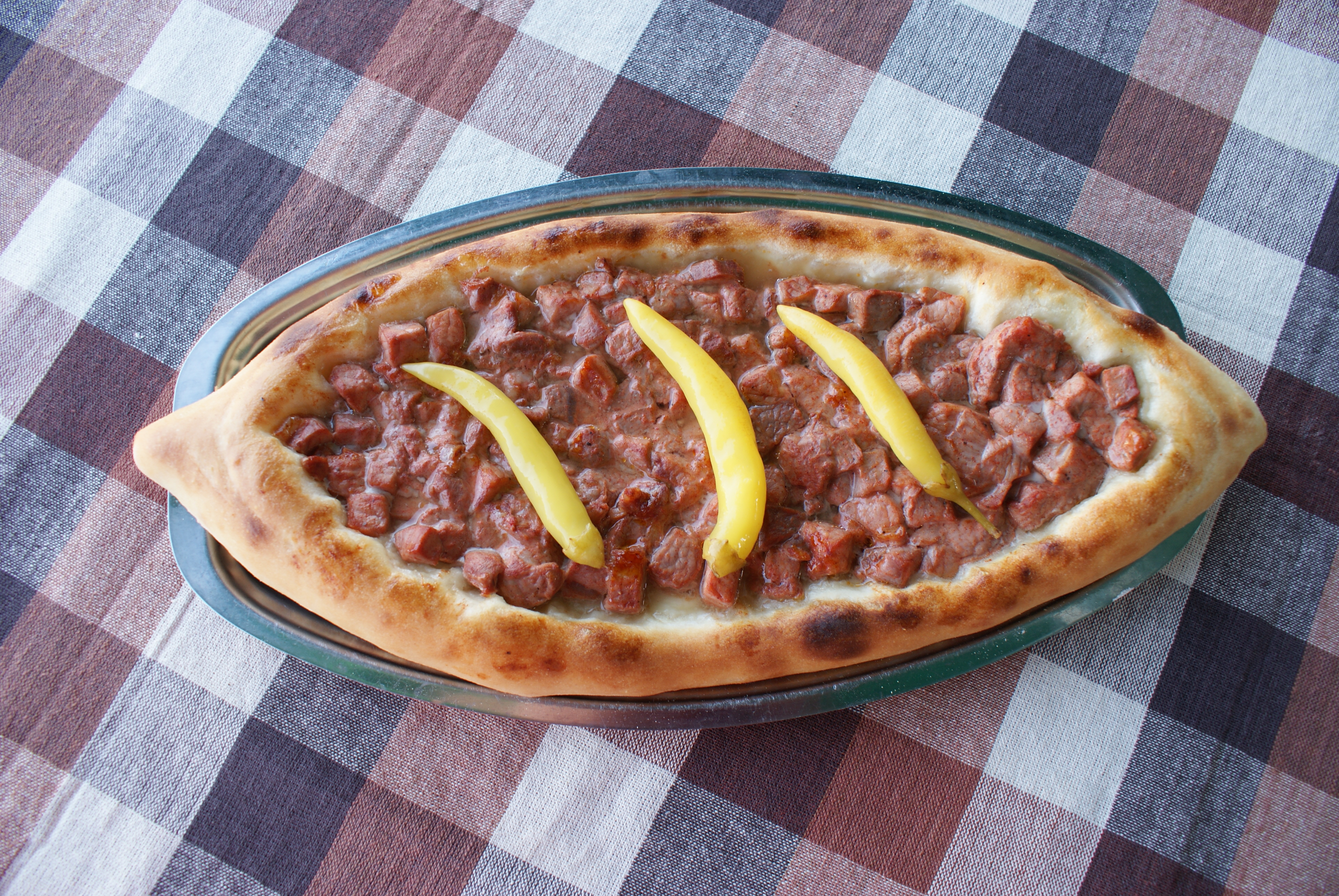
Пастрмалия
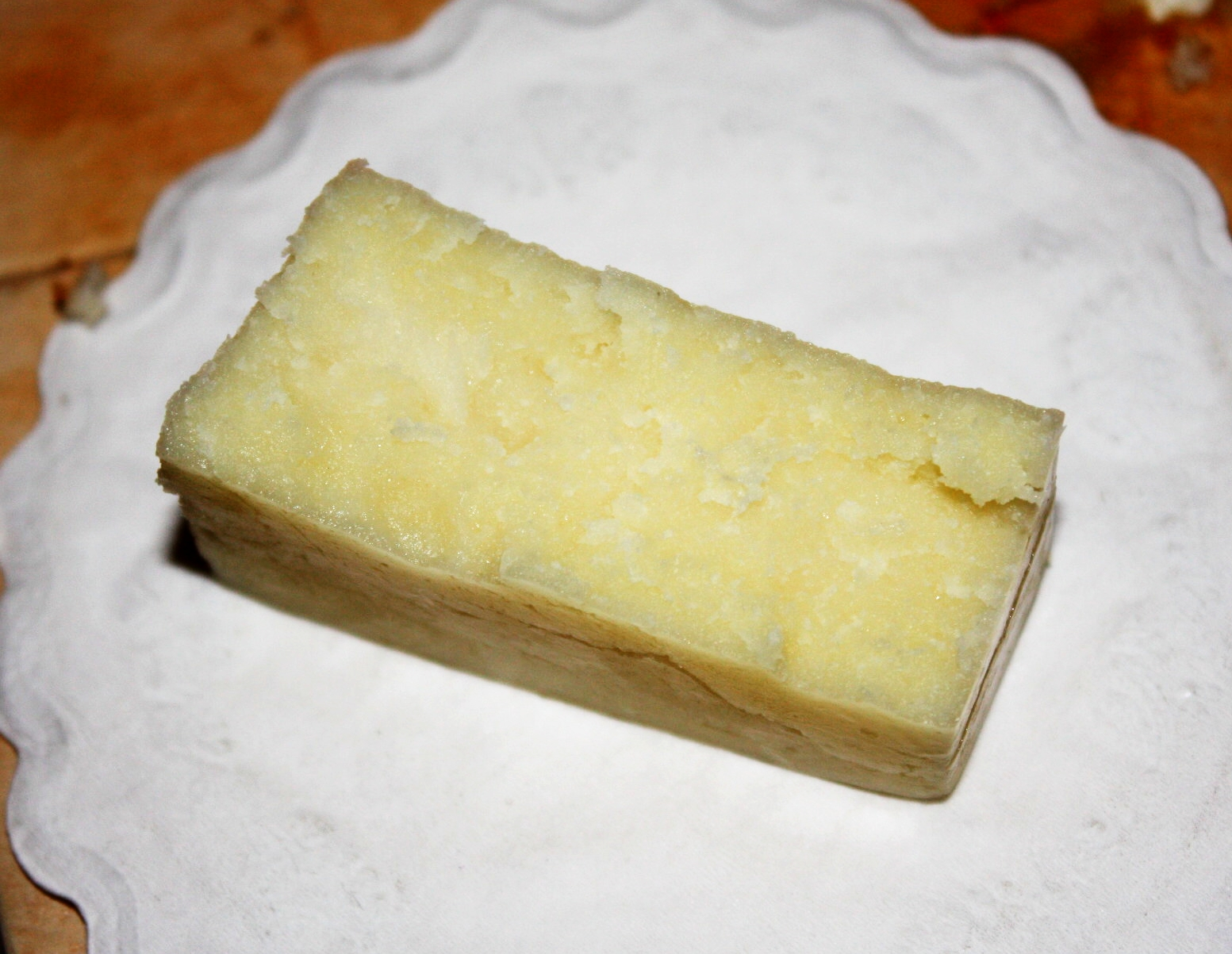
Кашкавал
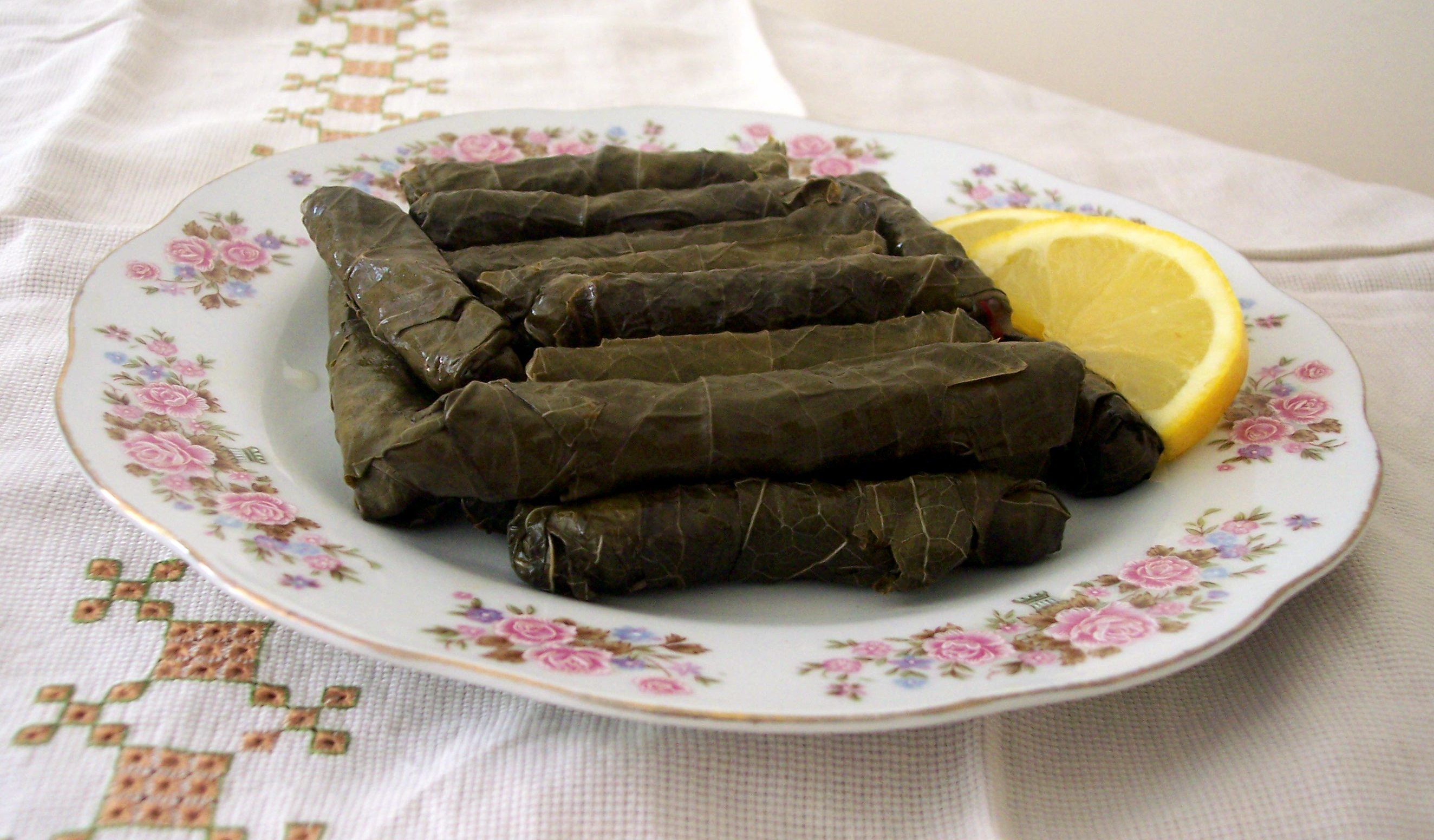
Сарма